# Brykanowo
Brykanowo (ros. Брыканово) – stacja kolejowa w lasach, w rejonie pustoszkowskim, w obwodzie pskowskim, w Rosji. Położona jest na linii Moskwa - Siebież, w sporej odległości od osad ludzkich. Najbliższą miejscowością jest Dupliszczi.